# Bergia
Bergia – rodzaj roślin z rodziny nadwodnikowatych (Elatinaceae). Obejmuje około 25–29 gatunków występujących w strefie równikowej i w strefie ciepłego klimatu umiarkowanego. Centrum zróżnicowania stanowi tropikalna część Australii, gdzie rośliny te rosną w okresowych zbiornikach.

## Morfologia

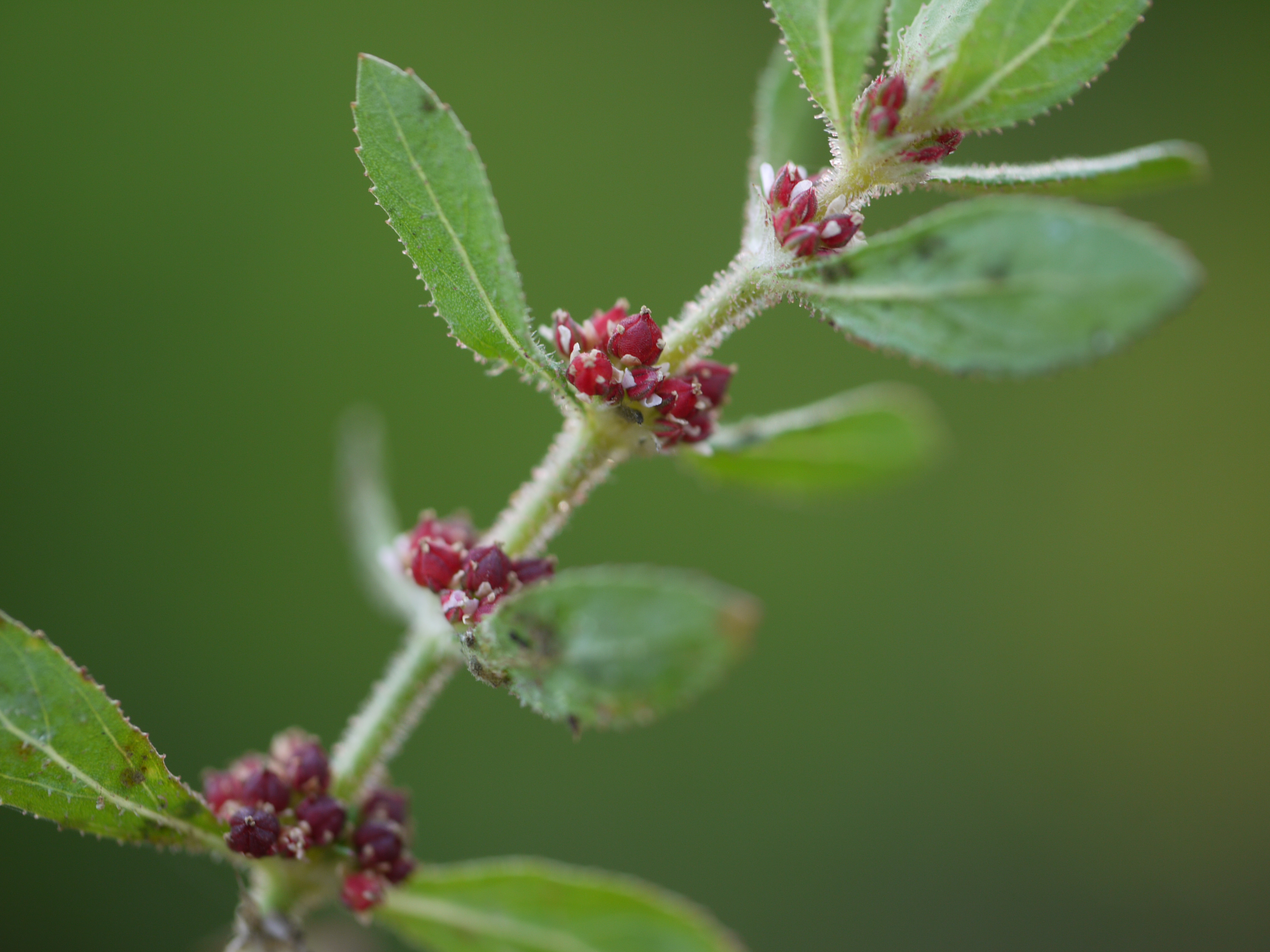
Bergia ammanoides

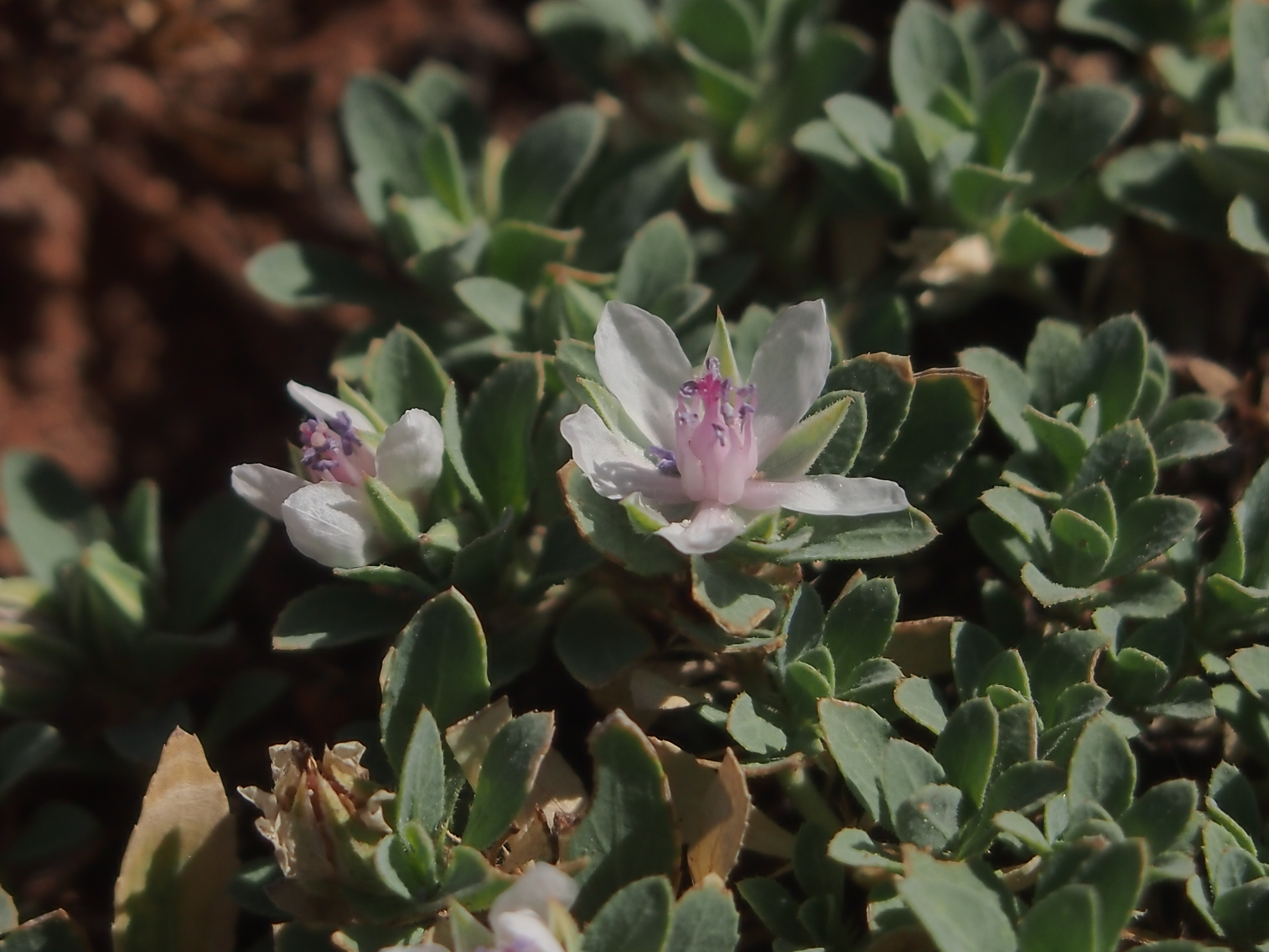
Bergia henshallii

PokrójRośliny jednoroczne, byliny i półkrzewy (Bergia suffruticosa), zwykle silnie rozgałęziające się. Pędy owłosione lub ogruczolone (u roślin z siostrzanego rodzaju nadwodnik – nagie).
LiścieNaprzeciwległe, ogonkowe, z blaszką na brzegu piłkowaną.
KwiatyBardzo drobne, zwykle liczne, zebrane w wierzchotkowe kwiatostany lub gęsto wyrastające w kątach liści, rzadko pojedyncze. Kielich składa się z 5 skórzastych działek z wyraźnym żebrem i zaostrzonym końcem (cecha różniąca od gładkich i zaokrąglonych działek w siostrzanym rodzaju nadwodnik). Płatki błoniaste, w liczbie 5. Pręcików jest 5 lub 10. Zalążnia jest kulistawa lub jajowata, 5-komorowa, z licznymi zalążkami. Na szczycie z krótką szyjką zakończoną główkowatym znamieniem.
Owoce5-komorowa torebka. Nasiona podłużne, lekko wygięte, na powierzchni z siateczkowatymi lub eliptycznymi zagłębieniami.

## Systematyka
Pozycja systematyczna według APweb (aktualizowany system APG IV z 2016)
Rodzaj siostrzany dla Elatine w obrębie rodziny nadwodnikowatych (Elatinaceae), która wchodzi w skład obszernego rzędu malpigiowców (Malpighiales), należącego do kladu różowych w obrębie okrytonasiennych.
Wykaz gatunków
- Bergia aestivosa (Wight) Steud.
- Bergia ammannioides Roxb. ex Roth
- Bergia anagalloides Walp.
- Bergia arenaroides Fenzl
- Bergia auriculata G.J.Leach
- Bergia barklyana G.J.Leach
- Bergia capensis L.
- Bergia decumbens Planch. ex Harv.
- Bergia diacheiron Verdon ex G.J.Leach
- Bergia erecta Guill. & Perr.
- Bergia glomerata L.f.
- Bergia glutinosa Dinter & Schulze-Menz
- Bergia guineensis Hutch. & Dalziel
- Bergia henshallii G.J.Leach
- Bergia mairei Quézel
- Bergia mossambicensis Wild
- Bergia occultipetala G.J.Leach
- Bergia pedicellaris (F.Muell.) F.Muell. ex Benth.
- Bergia pentheriana Keissl.
- Bergia perennis (F.Muell.) F.Muell.
- Bergia polyantha Sond.
- Bergia pusilla Benth.
- Bergia salaria Bremek.
- Bergia serrata Blanco
- Bergia sessiliflora Griseb.
- Bergia spathulata Schinz
- Bergia suffruticosa (Delile) Fenzl
- Bergia texana (Hook.) Seub.
- Bergia trimera Fisch. & C.A.Mey.